# Macropsis perpetua
Macropsis perpetua är en insektsart som beskrevs av Alexey K. Tishechkin 1996. Macropsis perpetua ingår i släktet Macropsis och familjen dvärgstritar. Inga underarter finns listade i Catalogue of Life.